# Kanton Saint-Louis (Haut-Rhin)
Saint-Louis is een kanton van het Franse departement Haut-Rhin. Het kanton maakt deel uit van het arrondissement Mulhouse. Bij de kantonale herindeling door het decreet van 21 februari 2014 met uitwerking op 22 maart 2015 werd het bestaande kanton Huningue binnen ongewijzigde grenzen  behouden, maar de naam gewijzigd aangezien de nieuwe hoofdplaats Saint-Louis inmiddels veel groter was geworden dan de oude hoofdplaats Huningue.

## Gemeenten
Het kanton Saint-Louis omvat de volgende gemeenten:
- Attenschwiller
- Blotzheim
- Buschwiller
- Folgensbourg
- Hagenthal-le-Bas
- Hagenthal-le-Haut
- Hégenheim
- Hésingue
- Huningue
- Knœringue
- Leymen
- Liebenswiller
- Michelbach-le-Bas
- Michelbach-le-Haut
- Neuwiller
- Ranspach-le-Bas
- Ranspach-le-Haut
- Rosenau
- Saint-Louis
- Village-Neuf
- Wentzwiller